# Černigovské knížectví
Černigovské knížectví (starorusky Чєрниговскоє кънѧжьство, rusky Черниговское княжество, ukrajinsky Чернігівське князівство) bývala součást Kyjevského knížectví s hlavním městem Černigov. Knížectví vzniklo roku 1024 v Severii a patřilo mezi politicky a hospodářsky nejvýznamnější části říše. Knížata z Černigova několikrát bojovala o vládu nad Kyjevským velkoknížectvím, zatímco po dlouhý čas byla za vládce Černigova považována Kyjevská Rus.
Zpočátku své existence zahrnovalo knížectví rozlehlé území zejména východně od Dněpru. Dosah jeho moci se rozpínal až do Muromi a Rjazaně na severovýchodě a k Divokým polím na jihovýchodě. Mezi významná města Knížectví patřila Novhorod-Siverskyj, Starodub, Brjansk, Putyvl, Kursk, Hluchov a Homel.
V roce 1097 se z Černigovského knížectví vydělila samostatná knížectví Severie a knížectví muromsko-rjazaňské.

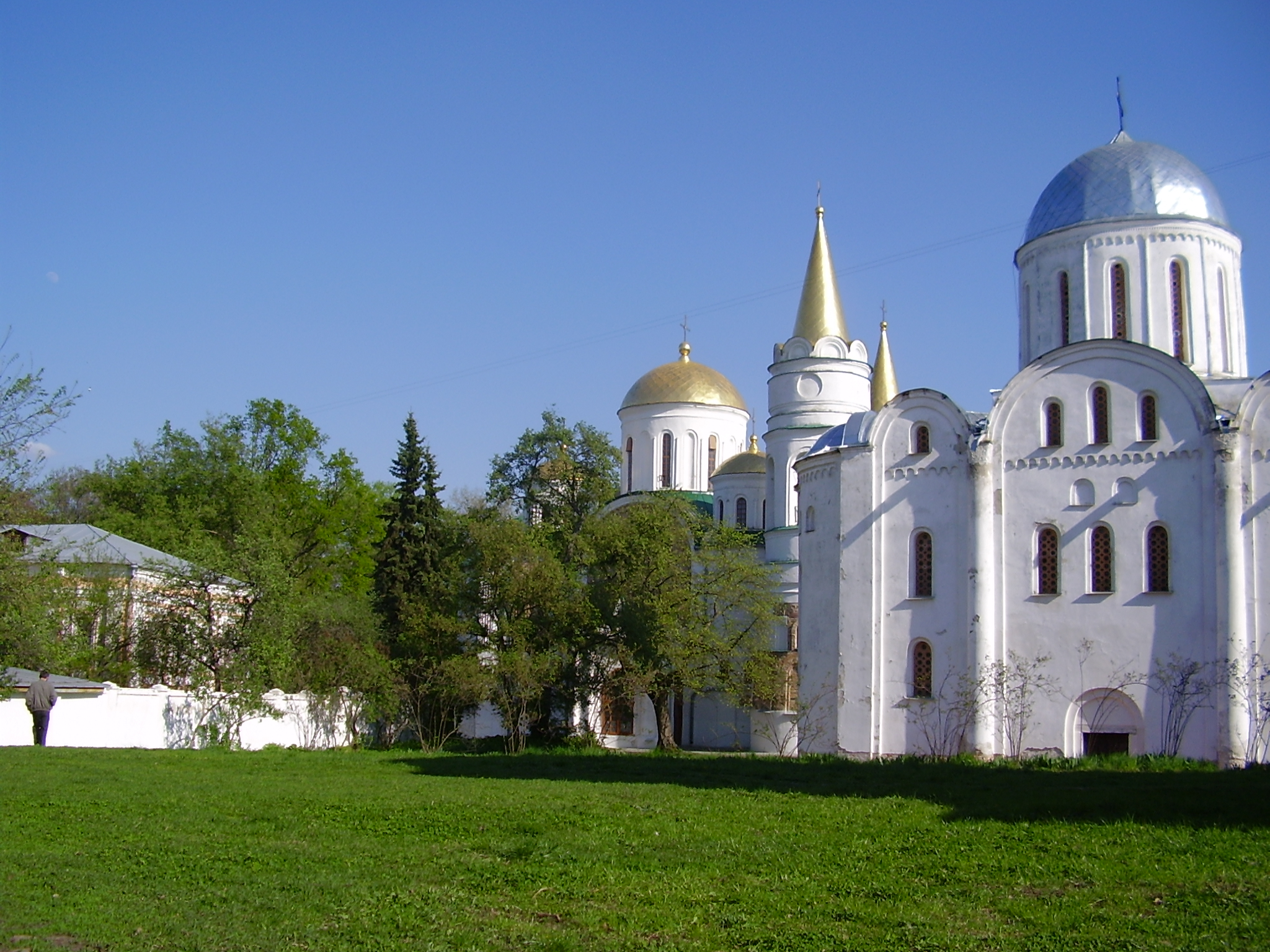
Katedrála sv. Borise a Gleba, vystavěná v letech 1097 až 1123

Zánik knížectví nastal v roce 1239, když bylo v důsledku mongolské invaze na Rus zpustošeno. Po smrti knížete Michaila Černigovského v roce 1246 se rozpadalo na vícero menších knížectví: Brjansk, Novosil, Karačev a Tarusa. Mongoly zničený Černihiv, po dlouhý čas jedno z největších měst celé Rusi, již nemohl splňovat nároky na funkci hlavního města, proto bylo přeloženo do Brjansku. Ve 14. století došlo k dalším dělením.  Na konci 15. století mnoho členů pravoslavné šlechty se svými pozemky přeběhlo k Velkoknížectví moskevskému, poté co v Litvě byli vystaveni stále silnějším katolizujícím tlakům.

## Černigovská knížata

Pečeť knížete Olega I. Černigovského (1094)

| Mstislav Černigovský                       | 1024–1036            |
| Jaroslav Moudrý (jako velkokníže kyjevský) | 1036-1054            |
| Svjatoslav II.                             | 1054–1073            |
| Vsevolod I.                                | 1073–1076            |
| Vladimír Monomach                          | 1076–1077            |
| Boris Vjačeslavič                          | 1077                 |
| Vsevolod I.                                | 1077–1078            |
| Oleg I. Černigovský                        | 1078                 |
| Vladimír Monomach                          | 1078–1094            |
| Oleg I. Černigovský                        | 1094–1097            |
| David Svjatoslavič                         | 1097–1123            |
| Konstantin Muromský                        | 1123–1126            |
| Vsevolod II.                               | 1126–1139            |
| Vladimír Davidovič                         | 1139–1151            |
| Izjaslav III.                              | 1151–1154            |
| Svjatoslav Olegovič                        | 1157–1164            |
| Oleg Svjatoslavič                          | 1164                 |
| Svjatoslav III. Kyjevský                   | 1164–1177            |
| Jaroslav II.                               | 1176–1198            |
| Igor Svjatoslavič                          | 1198–1201/1202       |
| Oleg III. Svjatoslavič                     | 1201/1202–1204       |
| Vsevolod IV. Kyjevský                      | 1204–1206/1208       |
| Gleb I. Svjatoslavič                       | 1206/1208– 1215/1220 |
| Mstislav II. Svjatoslavič                  | 1215/1220–1223       |
| Michal Černigovský                         | 1223–1235            |
| Mstislav III. Glebovič                     | 1235–1239/1241       |
| Rostislav I. Michajlovič                   | 1241–1242            |
| Michal Černigovský                         | 1242–1246            |